# Эскадренные миноносцы типа «Ле Арди»
Эскадренные миноносцы типа «Ле Арди» — тип эскадренных миноносцев французского флота времен Второй мировой войны. Разрабатывались как эскортные корабли для новейших французских линкоров типов «Дюнкерк» и «Ришельё». Планировалось к постройке 12 единиц. Фактически вошло в строй 6 единиц: «Ле Арди» (фр. Le Hardi), «Флере» (фр. Fleuret), «Эпе» (фр. Epee), «Каск» (фр. Casque), «Ланскене» (фр. Lansquenet), «Ле Корсэр» (фр. Le Corsaire). Два эсминца были спущены на воду, но не достроены: «Мамелюк» (фр. Mameluk), «Ле Флибустьер» (фр. Le Flibustier). Ещё четыре эсминца так и не были спущены на воду: «Л’Энтрепид» (фр. L'Interpide), «Ле Темерер» (фр. Le Temeraire), «Л’Опиньатр» (фр. L'Opiniâtre), «Л' Авентюрье» (фр. L'Aventurier). Стали наиболее мощными и совершенными эсминцами довоенного французского флота, но быстрая капитуляция Франции в начале Второй мировой войны не позволила им проявить себя.

## Проектирование
К проектированию эсминцев типа «Ле Арди» приступили в 1932 году. Необходимость создания нового типа диктовалась началом постройки линейных кораблей типа «Дюнкерк». Находившиеся в строю эсминцы типов «Бурраск» и «Л’Адруа» считались слишком тихоходными для взаимодействия с новыми линкорами, а мощные и многочисленные французские контрминоносцы предназначались для самостоятельных операций. Тактические требования к новым эсминцам сформулировали в июне 1932 года. В их число входили:
- Скорость 34-35 узлов;
- Низкий силуэт;
- Хорошая остойчивость;
- Усиленный форштевень;
- Удобный мостик;
- Усиленное торпедное вооружение;
- Увеличенная в сравнении с предшественниками ёмкость топливных цистерн.

Изначально предполагалось создать эсминец водоизмещением 1300—1400 тонн, вооруженный четырьмя 130-мм орудиями в двух башнях. Однако на фоне зарубежных эсминцев проект выглядел не слишком хорошо вооруженным, а ограниченное водоизмещение не позволяло разместить мощную энергетическую установку. Поэтому проект переработали и теперь стандартное водоизмещение достигло 1772 тонн, а вооружение включало шесть 130-мм орудий в трех башнях. Поскольку было необходимо совместить требования низкого силуэта и удобно расположенного мостика, это вынудило разместить две башни из трех в корме.
Для последних четырёх кораблей серии намечалось довести угол вертикального наведения до 35°, но затем решили вооружить их установками M1932 (с углом возвышения до +75°), стоявшими на «Дюнкерке», лишь уменьшив толщину броневой защиты.
Разработка проекта затянулась и окончательно его утвердили лишь 10 августа 1934 года, а головной корабль заложили только в мае 1936 года. Такая задержка сыграла роковую роль в судьбе эсминцев типа «Ле Арди».

## Конструкция

### Вооружение
| Калибр, мм                                                | 130       | 37      | 13,2      |
| Длина ствола в калибрах                                   | 45        | 50      | 76        |
| Масса орудия, кг                                          | 3810      | 300     | 33        |
| Начальная скорость снаряда, м/с                           | 800       | 850     | 800       |
| Максимальная дальность стрельбы/досягаемость по высоте, м | 20 800/ — | 7175/?  | 7200/4200 |
| Масса снаряда, кг                                         | 32,1      | 0,725   | 0,052     |
| Скорострельность, выстр./мин                              | 14 — 15   | 30 — 42 | 180 — 200 |

### Энергетическая установка

#### Главная энергетическая установка
Главная энергетическая установка включала в себя четыре высоконапорных котла «Сюраль» с пароперегревателями и два одноступенчатых редуктора, шесть паровых турбины Парсонса или Рато-Бретань. Каждый турбозубчатый агрегат включал в себя турбину высокого давления (частота вращения на полном ходу 4490 об./мин), турбину среднего давления (4490 об./мин) и турбину низкого давления (3230 об./мин) со встроенной ступенью заднего хода, работавшие на гребной вал через одноступенчатый зубчатый редуктор. Размещение ГЭУ — эшелонное: носовое котельное отделение, носовое машинное отделение, кормовое котельное отделение и кормовое машинное отделение. Котлы выполнялись не уже привычными треугольными, а почти круглыми в сечении.
Рабочее давление пара — 35 кгс/см² (34,5 атм.), температура — 385 °C.

#### Электропитание
Электричество вырабатывали два турбогенератора мощностью по 100 кВт стоявшие в машинных отделениях. Были так же два дизель-генератора по 44 кВт. Напряжение сети 115 V постоянного тока. Дизель-генераторы, при использовании в качестве резервных, не могли обеспечить действие артиллерии.

#### Дальность плавания и скорость хода
Проектная мощность составляла 58 000 л. с., что должно было обеспечить скорость хода в 38 узлов, при 400 оборотах в минуту.
Запас топлива хранился в топливных танках, вмещавших 470 тонн мазута, что должно обеспечить дальность плавания 1100 миль 30-узловым, 1770 миль 25-узловым, 2760 миль 20-узловым или 3680 миль 15-узловым.
«Ле Арди» стал единственным, подвергшимся испытаниям на дальность плавания по расходу топлива. Они показали, что корабль может пройти 1000 миль на ходу 35 узлов, 1900 миль на 25 узлах, 2000 миль на 16 узлах или 3100 миль на 10 узлах.
Гребные винты имели диаметр 3,3 м.

## Служба
|                 | заложен              | спущен               | вступил в строй       | судьба |
| --------------- | -------------------- | -------------------- | --------------------- | --- |
| «Ле Арди»       | 20 мая 1936 года     | 4 мая 1938 года      | июнь 1940 года        | затоплен в Тулоне 27 ноября 1942 года в ходе самоуничтожения французского флота                                                   |
| «Флере»         | 18 августа 1936 года | 28 июля 1938 года    | июнь 1940 года        | затоплен в Тулоне 27 ноября 1942 года                                                                                             |
| «Эпе»           | 15 октября 1936 года | 26 октября 1938 года | июнь 1940 года        | затоплен в Тулоне 27 ноября 1942 года                                                                                             |
| «Каск»          | 30 ноября 1936 года  | 2 ноября 1938 года   | июнь 1940 года        | затоплен в Тулоне 27 ноября 1942 года                                                                                             |
| «Ланскене»      | 17 декабря 1936 года | 20 мая 1939 года     | июнь 1940 года        | затоплен в Тулоне 27 ноября 1942 года                                                                                             |
| «Ле Корсэр»     | 31 марта 1938 года   | 24 ноября 1939 года  | июнь 1940 года        | затоплен в Тулоне 27 ноября 1942 года                                                                                             |
| «Мамелюк»       | 1 января 1937 года   | 18 февраля 1939 года | остался недостроенным | затоплен в Тулоне 27 ноября 1942 года                                                                                             |
| «Ле Флибустьер» | 11 марта 1938 года   | 14 декабря 1939 года | остался недостроенным | затоплен в Тулоне 27 ноября 1942 года                                                                                             |
| «Л’Энтрепид»    | 16 августа 1939 года | 26 июня 1941 года    |                       | разобран на стапеле после войны                                                                                                   |
| «Ле Темерер»    | 28 августа 1939 года | 7 ноября 1941 года   |                       | разобран на стапеле после войны                                                                                                   |
| «Л’Опиньатр»    | 1 августа 1939 года  |                      |                       | разобран на стапеле после войны                                                                                                   |
| «Л’Авентюрье»   | 4 августа 1939 года  | 20 апреля 1947 года  |                       | спущен на воду для освобождения стапеля, далее использовался как причал. Окончательно списан и продан на слом 21 апреля 1971 года |

## Оценка проекта
По своим проектным характеристикам эсминцы типа «Ле Арди» принадлежали к наиболее совершенным кораблям своего класса и были сопоставимы с японскими эсминцами типа «Кагеро» и превосходили самые мощные итальянские эсминцы типа «Навигатори». Прочный корпус и низкий верхний вес обеспечивал им отличную мореходность, гораздо лучшую, чем у эсминцев типа «Бурраск» и «Л’Адруа». Применение передовой энергетической установки дало не только хорошие ходовые качества, но и позволило разместить в ограниченном водоизмещении мощное вооружение. Хотя артиллерия эсминцев на первых порах страдала от недоведенности, можно предположить, что при ином развитии событий эти проблемы были бы устранены. К числу недостатков проекта традиционно относят слабое зенитное вооружение, но этим в первый период войны страдали почти все эсминцы воюющих сторон. Поражение Франции в 1940 году не позволило адекватно решить эту проблему, а у самих кораблей было крайне  мало шансов проявить себя. Тем не менее, эсминцы типа «Ле Арди» стали определенным достижением французского кораблестроения и в их печальной судьбе нет вины конструкторов и строителей.